# Universidade Tecnológica de Santiago
A Universidade Tecnológica de Santiago (UTESA) é uma universidade privada fundada em 1974 na República Dominicana. Sua sede está localizada na cidade de Santiago de los Caballeros e tem menor extensão do campus em Santo Domingo, Puerto Plata, Moca, Dajabón e Mao. É reconhecida como uma das universidades mais alto nível na República Dominicana, com forte ênfase nas áreas de saúde e engenharia.